# Eleição municipal de Bento Gonçalves em 2020
A eleição municipal da cidade de Bento Gonçalves em 2020 ocorrerá em 15 de novembro para eleger um prefeito, um vice-prefeito e dezessete vereadores. Os mandatos dos candidatos eleitos nesta eleição durará ente 1º de janeiro de 2021 a 1º de janeiro de 2025.
A propaganda eleitoral gratuita de rádio em Bento Gonçalves começará a ser divulgada em 9 de outubro e terminará em 13 de novembro. Segundo a lei eleitoral em vigor, o sistema de dois turnos, que é iniciado caso o candidato mais votado receber menos de 50% +1 dos votos, está disponível apenas em cidades com mais de 200 mil eleitores, o que não é o caso de Bento Gonçalves, fazendo com que a eleição tenha apenas um turno.
Diogo Siqueira, do PSDB, foi eleito com 30,54% dos votos válidos.

## Contexto político e pandemia
As eleições municipais de 2020 estão sendo marcadas, antes mesmo de iniciada a campanha oficial, pela pandemia de COVID-19 no Brasil, o que está fazendo com que os partidos remodelem suas estratégias de pré-campanha. O Tribunal Superior Eleitoral (TSE) autorizou os partidos a realizarem as convenções para escolha de candidatos aos escrutínios por meio de plataformas digitais de transmissão, para evitar aglomerações que possam proliferar o coronavírus. Alguns partidos recorreram a mídias digitais para lançar suas pré-candidaturas. Além disso, a partir deste pleito, será colocada em prática a Emenda Constitucional 97/2017, que proíbe a celebração de coligações partidárias para as eleições legislativas, o que pode gerar um inchaço de candidatos ao legislativo.
Bento Gonçalves está localizada na Região Metropolitana da Serra Gaúcha e é a 18ª cidade mais populosa do Estado do Rio Grande do Sul, localizado no Brasil. Com uma população estimada em 121 803 habitantes pelo Instituto Brasileiro de Geografia e Estatística em 2020, a cidade possuía 89 488 eleitores em 2020, o que lhe garantirá dezessete vereadores na Câmara Municipal.
Em 2020, a cidade elegerá o seu 30º prefeito. Em 2016, Guilherme Pasin foi reeleito pelo Partido Progressista. Mais recentemente, nas eleições gerais de 2018, o candidato Jair Bolsonaro (PSL) recebeu 81,5% dos votos na eleição presidencial entre os eleitores bento-gonçalvenses, enquanto que José Ivo Sartori (PMDB) obteve 67% na disputa pelo governo estadual.
As convenções partidárias para a escolha dos candidatos ocorreram entre 31 de agosto e 16 de setembro.

## Candidatos e coligações
Com a definição dos candidatos e coligações partidárias, foi anunciado no dia 17 de setembro pelo Tribunal Regional Eleitoral do Rio Grande do Sul a lista definitiva dos candidatos a prefeito e vice-prefeito, além de seus respectivos tempos no horário eleitoral gratuito de propaganda partidária.
Nota: a tabela a seguir está organizada por ordem alfabética de candidatos.
| Prefeito          | Prefeito | Prefeito | Vice-prefeito      | Vice-prefeito | Vice-prefeito | Coligação                                      | Número eleitoral | Cargo político anterior                                       | Tempo de horário eleitoral |
| Candidato         | Partido  | Partido  | Candidato          | Partido       | Partido       | Coligação                                      | Número eleitoral | Cargo político anterior                                       | Tempo de horário eleitoral |
| ----------------- | -------- | -------- | ------------------ | ------------- | ------------- | ---------------------------------------------- | ---------------- | ------------------------------------------------------------- | -------------------------- |
| Alcindo Gabrielli |          | MDB      | Evandro Speranza   |               | PL            | "Bento Unido e Forte" (MDB, PL e Patriota)     | 15               | Prefeito de Bento Gonçalves (2005–2008)                       | a definir                  |
| Álvaro Becker     |          | DEM      | Sandro Amaral      |               | DEM           | Sem coligação                                  | 25               | Sem cargos políticos anteriores                               | a definir                  |
| Diogo Siqueira    |          | PSDB     | Amarildo Lucatelli |               | PP            | "Gente que faz Bento" (PSDB, PP, Republicanos) | 45               | Secretário de Saúde de Bento Gonçalves (2017–2020)            | a definir                  |
| Marcio Possan     |          | PT       | Jorge de Oliveira  |               | PT            | Sem coligação                                  | 13               | Sem cargos políticos anteriores                               | a definir                  |
| Moacir Camerini   |          | PSB      | Iliene Basso       |               | PSB           | Sem coligação                                  | 40               | Vereador de Bento Gonçalves (2013–2019)                       | a definir                  |
| Paulo Caleffi     |          | PSD      | Eliana Casagrande  |               | PDT           | "Gestão e Trabalho" (PSD, PDT e PTB)           | 55               | Sem cargos políticos anteriores                               | a definir                  |
| Carlos Pozza      |          | PSC      | Wilson Estivalete  |               | PSC           | Sem coligação                                  | 20               | Vereador de Bento Gonçalves (1989–1992; 1997–2004; 2013–2016) | a definir                  |
| Volmar Giordani   |          | PRTB     | Cris Flores        |               | PRTB          | Sem coligação                                  | 28               | Sem cargos políticos anteriores                               | a definir                  |
| Volnei Tesser     |          | CID      | Cleivania Oselame  |               | PSL           | "Unidos pelo Bem" (Cidadania e PSL)            | 23               | Sem cargos políticos anteriores                               | a definir                  |

## Resultados
| Candidato(a)              | Vice                    | 1º turno 15 de novembro de 2020 | 1º turno 15 de novembro de 2020 |
| Candidato(a)              | Vice                    | Votação                         | Votação                         |
| Candidato(a)              | Vice                    | Total                           | Percentagem                     |
| ------------------------- | ----------------------- | ------------------------------- | ------------------------------- |
| Diogo Siqueira (PSDB)     | Amarildo Lucatelli (PP) | 19 105                          | 30,54%                          |
| Paulo Caleffi (PSD)       | Eliana Casagrande (PDT) | 15 651                          | 25,02%                          |
| Alcindo Gabrielli (MDB)   | Evandro Speranza (PL)   | 13 510                          | 21,6%                           |
| Moacir Camerini (PSB)     | Iliene Basso (PSB)      | 7 244                           | 11,58%                          |
| Volnei Tesser (Cidadania) | Cleivania Oselame (PSL) | 1 991                           | 3,18%                           |
| Álvaro Becker (DEM)       | Sandro Amaral (DEM)     | 1 943                           | 3,11%                           |
| Volmar Giordani (PRTB)    | Cris Flores (PRTB)      | 1 208                           | 2,93%                           |
| Marcio Possan (PT)        | Jorge de Oliveira (PT)  | 1 013                           | 1,62%                           |
| Carlos Pozza (PSC)        | Wilson Estivalete (PSC) | 883                             | 1,41%                           |
| Total de votos válidos    | Total de votos válidos  | 61 665                          | 88,63%                          |
| Votos em branco           | Votos em branco         | 3 406                           | 4,89%                           |
| Votos nulos               | Votos nulos             | 3 624                           | 5,21%                           |
| Votos anulados            | Votos anulados          | 883                             | 1,27%                           |
| Total                     | Total                   | 69 578                          | 77,75%                          |
| Abstenções                | Abstenções              | 19 910                          | 22,25%                          |
| Eleitores aptos a votar   | Eleitores aptos a votar | 89 488                          | 100,00%                         |

### Vereadores eleitos
Representação eleita - RS
  PP: 6
  PSDB: 2
  MDB: 2
  PDT: 2
  Cidadania: 1
  DEM: 1
  PDT: 1
  PSD: 1
  REP: 1

A tabela abaixo mostra somente os vereadores eleitos. O ícone  indica os que foram reeleitos.
| Candidato (a)         | Nº    | Partido   | Votos | %     |
| --------------------- | ----- | --------- | ----- | ----- |
| Eduardo Virissimo     | 11211 | PP        | 2 065 | 3,32% |
| Rafael Pasqualotto    | 11234 | PP        | 1 856 | 2,98% |
| Thiago Fabris         | 11561 | PP        | 1 791 | 2,88% |
| Edson Biasi           | 11161 | PP        | 1 674 | 2,69% |
| Duda Pompermayer      | 25000 | DEM       | 1 481 | 2,38% |
| Volnei Christofoli    | 11321 | PP        | 1 390 | 2,23% |
| Marini                | 11789 | PP        | 1 319 | 2,12% |
| Sidi                  | 45456 | PSDB      | 1 306 | 2,1%  |
| Idasir dos Santos     | 15001 | MDB       | 1 048 | 1,68% |
| Ivar Castagnetti      | 12123 | PDT       | 1 000 | 1,61% |
| Gava                  | 12212 | PDT       | 990   | 1,59% |
| Marcos Barbosa        | 10300 | REP       | 965   | 1,55% |
| Henrique Nuncio       | 45678 | PSDB      | 941   | 1,51% |
| Dentinho              | 55000 | PSD       | 926   | 1,49% |
| Agostinho Petroli     | 15150 | MDB       | 760   | 1,22% |
| Paulo Roberto Cavalli | 14560 | PTB       | 715   | 1,15% |
| Ari Pelicioli         | 23000 | Cidadania | 478   | 0,77% |